# Banne d'Ordanche

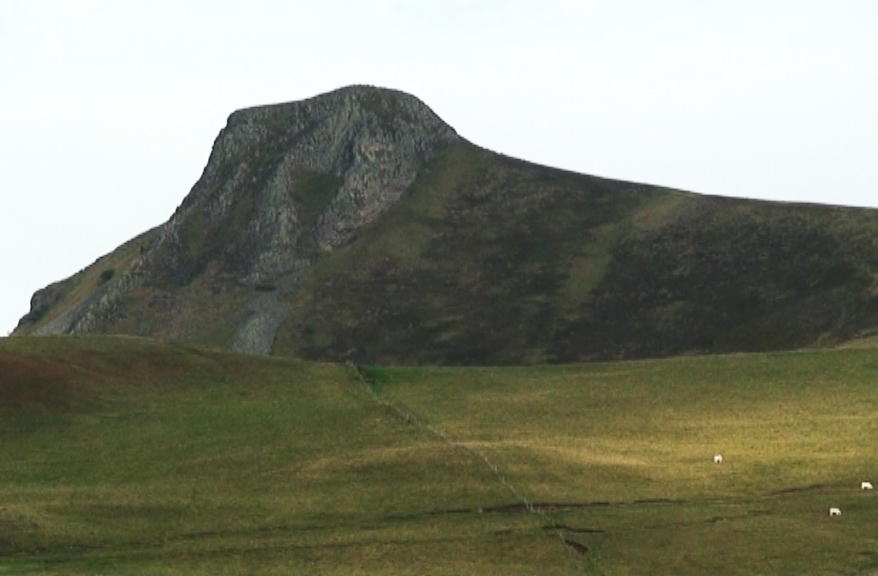
La Banne d'Ordanche vue du flanc nord du puy Gros.

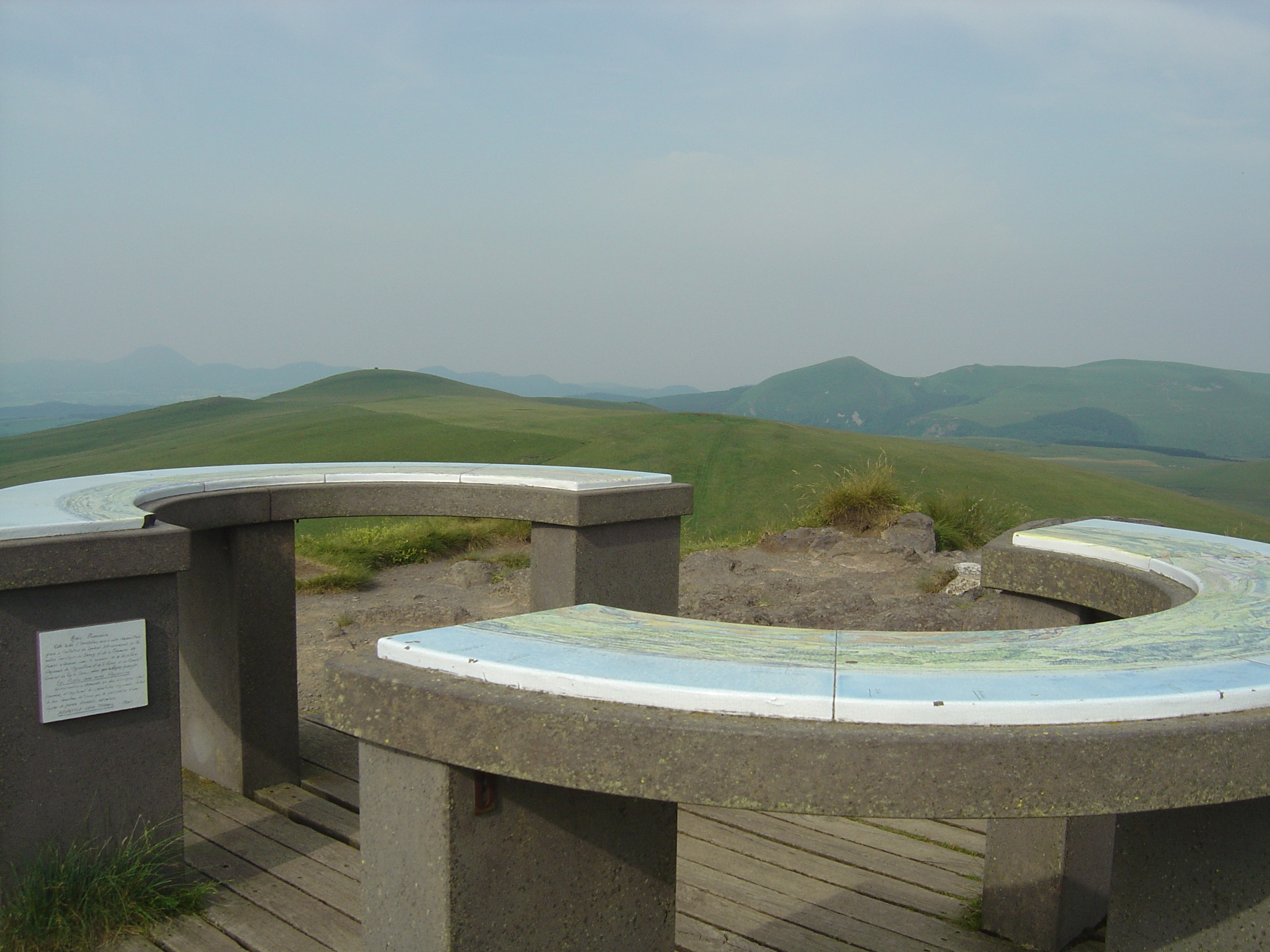
Table d'orientation au sommet de la Banne d'Ordanche.

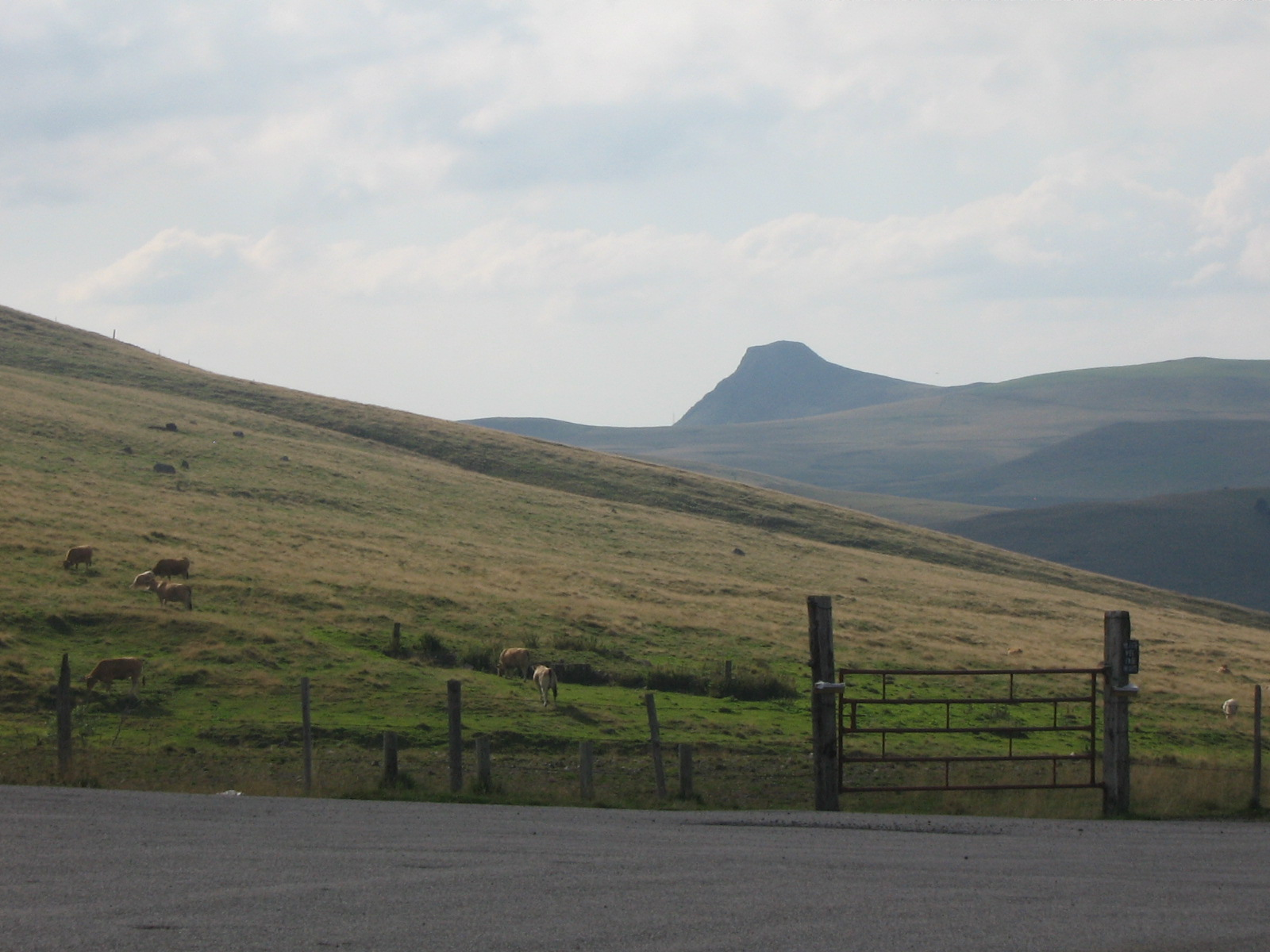
La Banne d'Ordanche vue du col de la Croix-Morand.

La Banne d'Ordanche est un sommet d'origine volcanique situé dans les monts Dore, dans le département du Puy-de-Dôme.
Culminant à une altitude de 1 512 m, elle surplombe la ville de La Bourboule. Facile d'accès depuis le col de Guéry, on y trouve une superbe vue panoramique à 360° (table d'orientation au sommet) sur la chaîne des Puys, le puy de Sancy mais aussi les monts du Cantal.
Sur la fin de la montée, un escalier en bois facilite la progression des randonneurs et des promeneurs.

## Étymologie
Banne, Banà en auvergnat, signifie « corne » par l'aspect de la montagne.

## Géologie
La Banne d'Ordanche est un sommet d'origine volcanique appartenant à l'ensemble Monts Dore - Sancy et issu d'une éruption de trachyandésite. C'est un volcan de type strombolien apparu il y a environ 2 millions d'années et, depuis sa formation, il subit une intense érosion causée par le ruissellement, le vent et surtout la gélifraction. Les talus d'éboulis sur le flanc sud datent de la fin de la glaciation de Würm.
La Banne d'Ordanche a aussi donné son nom à une roche magmatique volcanique, l'ordanchite, qui fait partie des téphrites.

## Aviation
La crête allant du puy Loup à la Banne d'Ordanche (sur un axe nord-est au sud-ouest) constituait un aérodrome historique du vol à voile français.
Ses coordonnées sont 45° 37′ 00″ N, 2° 47′ 00″ E à mi-piste et son altitude 1 460 m.

### Historique
- Campagnes de prospection par l'aéro-club d'Auvergne et par l'Avia en 1931 et 1932. Le premier vol en planeur eut lieu le 26 mai 1931, lancé au sandow (élastique). À cette époque le vol à voile, appelé alors vol sans moteur, ne se concevait qu'avec une pente et du vent soufflant perpendiculairement à icelle : c'était du vol dit dynamique ;
- premiers records de planeurs en 1934 et 1935 ;
- Centre de vol sans moteur (VSM) en 1936 ;
- devenu le seul Centre national de vol sans moteur en 1937 ;
- en 1940, absence d'activité par fait de guerre ;
- en 1941 et 1942, devenu simple centre sportif aérien ;
- novembre 1942, fermeture et arrêt définitif des activités, l'occupant ayant décidé l'arrêt complet de tout vol avec ou sans moteur.

Les bâtiments (hangar, logements) se trouvent en contrebas (sur la commune de Mont-Dore), près de la ferme du Puy May désormais en ruines (45° 37′ 00″ N, 2° 47′ 19″ E, à l'altitude de 1 398 m). L'accès routier s'effectue par le lac de Guéry.
Les planeurs étaient de fabrication française AVIA, copiés sur les modèles allemands. L'AVIA était l'Association pour la valorisation de l’industrie aéronautique, créée en 1930, et dont le bureau d'études ne comprit jamais plus de 4 personnes jusqu'en 1936, émanation du Club aéronautique universitaire (CAU) de Paris créé fin 1927 sous l'impulsion de Pierre Massenet, pilote et ingénieur Sup'Aéro et de Raymond Jarlaud. Son épouse, Edmée Jarlaud, pilote et membre du CAU, titulaire de records vélivoles, se sera tuée en planeur à Beynes le 16 avril 1939 à l'âge de 28 ans.
Ces monoplaces sortis du hangar le matin et ceux qui se sont posés en contrebas au cours de la journée étaient hissés sur le plateau 60 mètres plus haut, tirés soit à l'origine par un âne ou par un cheval, soit tractés par une petite camionnette, ou par un tracteur à chenilles, ou par un treuil à moteur installé à demeure sur la crête. Ils étaient lancés au sandow sur le rebord de la pente. Le lancement par sandow demandait deux équipes de 4 à 5 personnes par équipe qui, chacune tenant une extrémité du sandow, se mettaient à un instant donné à dévaler la pente, alors que 1 ou 2 personnes retenaient par une corde l'arrière du planeur. Lorsque le câble élastique était bien tendu, ceux à l'arrière libéraient le planeur qui s'élançait par catapultage en prenant son envol face au Sud-Est en direction des hangars. Le crochet à l'avant du planeur était ouvert ce qui permettait la libération du sandow. Ainsi la crête servait de lieu de décollage et les terrains, 60 mètres plus bas, proches des hangars, de lieu d'atterrissage.
À cette époque, et jusqu'en 1945, il n'existait pas de planeur de type biplace, l'apprentissage se faisait seul à bord avec les conseils transmis au préalable par les pilotes chevronnés. L'élève, quasi-autodidacte, s'entraînait d'abord à maintenir le planeur au sol, ailes horizontales, face au vent, en agissant correctement sur les commandes de gauchissement. Puis il effectuait ensuite de petites lignes droites après avoir été lancé (ou « giclé ») en vol à faible hauteur par le sandow. Puis il s'enhardissait en tentant quelques virages en utilisant l'ascendance de pente.
L'élève pilote volait, seul à bord, sur un monoplace de type Avia XI-A  (prononcez onze a) ou Avia XV-A (prononcez quinze a), robustes et très faciles à réparer, qui étaient stables et peu maniables, car l'élève, généralement nerveux, faisait des mouvements trop rapides et de trop grandes amplitudes. L'appareil XI-A était démuni de tout instrument, la vitesse du planeur se déterminant par le niveau du bruit de l'air circulant dans les haubans. C'est ultérieurement que le pilote, plus aguerri, utilisait des planeurs, toujours monoplaces, plus fins comme l'Avia 32E ou l'Avia 40P. Ce dernier avait une envergure de 14,9 m et une finesse maximum de 23.
Dans les années d'avant-guerre, des insignes (internationaux, de création allemande) étaient décernés aux pilotes de vol sans moteur :
- insigne A (représenté par une seule mouette) : avoir effectué un vol minimum de 30 secondes en ligne droite ;
- insigne B (2 mouettes) : avoir effectué un vol minimum de 105 secondes dont 45 secondes en ligne droite et de 60 secondes d'évolutions en S ou en cercles ;
- insigne C (3 mouettes) : avoir effectué un vol de 5 minutes sans perdre d'altitude.

Il allait de soi que les vols qualifiant à l'attribution des insignes devaient être suivis d'atterrissages corrects, c'est-à-dire sans dégâts. Ces insignes en tant que tels ne sont désormais plus décernés. Cependant, la Soaring Society of America décerne à nouveau des insignes A, B et C qui sont adaptés aux planeurs plus modernes.
Le type de vol est donc dynamique (ascendances de pente) et les vols de distance pour les meilleurs se résument à sauter de pente à pente en direction de la vallée de l'Allier, le juge de paix étant le franchissement du col de Diane appelé aussi col de la Croix-Morand.
On croyait alors que le vol de pente était la seule formule du vol sans moteur, et que le vol de distance ne pouvait être exécuté que par ce moyen. Ce qui était délicat et nécessitait un certain courage, puisqu'il fallait renoncer à la sécurité d'une pente, en l'occurrence celle de la Banne, pour s'aventurer à basse hauteur dans des zones montagneuses incertaines, souvent peu accueillantes à un éventuel atterrissage. En 1935 à la Banne, le célèbre pilote Éric Nessler porta le record de France à une durée de 16 heures par vent de sud-ouest qui est le vent dominant. Éric Nessler fut le chef-pilote à la Banne jusqu'en automne 1937, remplacé ensuite par Max Gasnier. Le chef-pilote adjoint fut Jean Malterre. Tous les ans en juillet ou en août avait lieu un concours national de vol sans moteur ouvert à tous.
Le vol thermique, inconnu en France au début des années 1930, venait de se révéler en Allemagne le 6 août 1928 par un vol de Robert Kronfeld (1904-1948) de 3 heures en ascendances thermiques en utilisant pour la première fois un instrument, bien utile pour le vol à voile, appelé variomètre.
Les inconvénients inhérents à la Banne ont entrainé la non réouverture en 1945 et la disparition du centre et de l'aérodrome, car il était trop souvent noyé dans les nuages ou avait un plafond trop bas, pour permettre des vols sécurisés ; de plus la mise en piste était laborieuse et éreintante avant de pouvoir décoller puisqu'il fallait hisser les planeurs 60 mètres au-dessus des hangars. La succession de la Banne sera assurée par les centres nationaux de la montagne Noire (centre national de 1941 à sa fermeture en 1979) et de Pont-Saint-Vincent (centre régional à partir de 1938, centre national de 1945 à sa fermeture en 1958), eux aussi situés sur le rebord de montagne ou de plateau avec toujours des pentes, mais avec des hangars au niveau des pistes. Sans oublier au lendemain de la guerre trois autres centres nationaux de vol à voile : Beynes, Challes-les-Eaux et Saint-Auban). En 1980 il n'en reste plus qu'un seul : St-Auban.

### Aéromodélisme
Sur tout le site de la Banne, il existe une importante zone d'aéromodélisme.
De ce fait la zone est classée « R » au sens aéronautique, comme « restreinte » (donc à contournement obligatoire), interdisant la pratique du vol libre piloté, comme le planeur, le deltaplane, ou le parapente, donc, aux descendants des pionniers du vol à voile, sur ce site historique. Plus généralement, toute aviation grandeur nature (civile et militaire) est interdite sur ce site, dont les limites sont décrites par décret comme un cylindre de rayon 1 mille nautique et de hauteur 1 000 mètres à partir du sol.

### Scoutisme
La Banne d'Ordanche a accueilli le 2e rallye des troupes raiders en juillet 1956. Près de 5 000 raiders en 723 patrouilles[réf. nécessaire] se rassemblèrent derrière leur chef : Michel Menu. Selon d'autres sources[Lesquelles ?], 150 des 350 troupes raiders étaient là[réf. nécessaire]. À cette occasion fut proclamée l'opération « Soleil levant ». Avant la Seconde Guerre mondiale, les scouts de l'air (ou scouts volants) utilisaient la Banne d'Ordanche pour les vols de planeurs. Ils y disposaient d'une base avec tracteur de lancement.